# Marchena (stacja kolejowa)
Marchena (hiszp. Estación de Marchena) – stacja kolejowa w miejscowości Marchena, w prowincji Sewilla we wspólnocie autonomicznej Andaluzja, w Hiszpanii. Stacja obsługuje pociągi średniego dystansu.

## Położenie
Stacja znajduje się w km 40,3 linii Utrera – Fuente de Piedra, na wysokości 97 m n.p.m., pomiędzy stacjami Arahal i Osuna.

## Historia
Stacja została otwarta dla ruchu 8 października 1868 wraz z otwarciem linii Utrera-Osuna. Prace były prowadzone przez inwestorów zagranicznych, takich jak George B. Crawley właściciela The Utrera and Moron Railway, później w 1875 roku, przyznano koncesję dla innych przedsiębiorców, takich jak De la Gandara y Jorge Loring. Wreszcie linia znalazła się w rękach Compañía de los Ferrocarriles Andaluces w 1877 roku. W wyniku nacjonalizacji kolei w Hiszpanii w 1941 roku stała się częścią RENFE.
Od 31 grudnia 2004 Adif jest właścicielem obiektu.

## Linie kolejowe
- Utrera – Fuente de Piedra

## Połączenia
| Linia MD | Pociągi | Z/Do    |  | Do/Z         |
| -------- | ------- | ------- |  | ------------ |
| 67       | MD      | Sevilla |  | Osuna Málaga |
| 68       | MD      | Sevilla |  | Almería      |